# Pericoma fuliginosa
Pericoma fuliginosa is een muggensoort uit de familie van de motmuggen (Psychodidae).

## Leefwijze
Het voedsel van de larven bestaat uit rottend organisch materiaal.

## Verspreiding en leefgebied
De larven van deze soort ontwikkelen zich in stilstaande wateren of holle, rottende bomen.